# Fultonia bougisi
Fultonia bougisi is een eenoogkreeftjessoort uit de familie van de Argestidae. De wetenschappelijke naam van de soort is voor het eerst geldig gepubliceerd in 1964 door Soyer.